# 북동부언덕쥐
북동부언덕쥐(Bunomys karokophilus)는 쥐과에 속하는 설치류의 일종이다. 인도네시아 술라웨시섬의 토착종이다.

## 특징
중형 설치류로 꼬리 길이 155~190mm를 제외한 몸길이는 150~205mm, 발 길이는 36~42mm이다. 귀 길이는 22~25mm, 몸무게는 최대 175g이다. 털은 길고 부드럽다. 등 쪽은 짙은 갈색에 누르스름한 색을 띠는 반면에 배 쪽은 짙은 회색과 흰색부터 짙은 회색까지 다양하다. 주둥이는 비교적 짧다. 귀는 상대적으로 짧은 짙은 갈색을 띠며, 약간 작은 털로 덮여 있다. 다리 뒤는 짙은 회색부터 갈색빛 회색까지 다양하고 발가락은 분홍색을 띤다. 꼬리 길이가 몸길이보다 약간 짧고, 꼬리 윗면은 갈색빛 회색이며 아랫면은 털 끝은 희다. 핵형은 2n=42, FNa=56이다.

## 생태
육상성 동물이다. 먹이로 버섯류와 과일, 특히 현지의 다양한 무화과나무 열매, 곤충 등을 먹는다.

## 분포 및 서식지
인도네시아 술라웨시섬 중부 지역에 널리 분포한다. 해발 823~1,150m 고도의 열대 숲과 평원에서 서식한다.